# Lorenz Fractal (cortometraje)
Lorenz Fractal ("El Fractal de Lorenzo") es un cortometraje de Drama y Misterio escrito, codirigido y protagonizado por el cineasta norteamericano Serge Levin. Levin comparte el rol de director con Rick Spalla y Joe Tripician. Dicho cortometraje fue producido por Lili Bandeira y Nadi Gregory y la compañía "Isle Empire Pictures". A su vez, fue filmado en Luanda, Brasil y Los Ángeles, California, Estados Unidos, mientras que su año de estreno es 2017. "Lorenz Fractal" es coprotagonizado por Lívia de Bueno, Alex Veadov y el actor angoleño Yuri de Sousa.

## Sinopsis
Lorenz (Serge Levin) descubre taras dimensionales que lo conducen a locaciones distantes y variadas en el medio de la noche.

## Reparto
- Serge Levin: Lorenz.

- Lívia de Bueno: Khari.

- Alex Veadov: Norton Bell.

- Francisco Filho: Shihan Mendez.

- Tiago D'Avila: David.

- Yuri de Sousa: Agente de NIA.